# Theretra inornata
Theretra inornata là một loài bướm đêm thuộc họ Sphingidae. Nó được tìm thấy ở Queensland.
Phía trên màu xanh lá cây ô liu đồng nhất hay màu nâu.